# Discina
Discina is een geslacht van schimmels behorend tot de familie Discinaceae. Er zijn ongeveer 20 soorten in het geslacht. Ze dragen schotel- of komvormige vruchtlichamen. Het bekendste lid is het de grote voorjaarsbekerzwam (D. ancilis), dat na grondig koken als eetbaar wordt beschouwd, hoewel het met argwaan wordt bekeken vanwege zijn relatie tot de zeer giftige valse morieljes.

## Soorten
Volgens Index Fungorum telt het geslacht 18 soorten (peildatum april 2024):
| Soortnaam                                  | Auteur(s)                                         | Publicatiejaar |
| ------------------------------------------ | ------------------------------------------------- | -------------- |
| Discina accumbens                          | Rahm                                              | 1970           |
| Discina ancilis (Grote voorjaarsbekerzwam) | (Pers.) Sacc.                                     | 1889           |
| Discina australica                         | Cooke                                             | 1892           |
| Discina boudieri                           | Sacc.                                             | 1889           |
| Discina brunnea                            | (Underw.) Raitv.                                  | 1970           |
| Discina caroliniana                        | (Bosc) Eckblad                                    | 1968           |
| Discina corticalis                         | (P. Karst.) Sacc.                                 | 1895           |
| Discina disticha                           | Starbäck                                          | 1905           |
| Discina epixyla                            | Pat.                                              | 1903           |
| Discina fastigiata                         | (Krombh.) Svr?ek & J. Moravec                     | 1972           |
| Discina ferruginascens                     | (Boud.) Sacc. & Traverso                          | 1910           |
| Discina geogenia                           | Rahm ex Donadini                                  | 1985           |
| Discina gigas                              | (Krombh.) Eckblad                                 | 1968           |
| Discina khanspurensis                      | (Jabeen & Khalid) X.C. Wang & W.Y. Zhuang         | 2023           |
| Discina lenta                              | Starbäck                                          | 1905           |
| Discina martinii                           | (Donadini & Astier) Donadini & Astier             | 1985           |
| Discina megalospora                        | (Donadini & Riousset) Donadini & Riousset         | 1985           |
| Discina melaleuca                          | Bres.                                             | 1898           |
| Discina montana                            | (Harmaja) Ginns                                   | 1975           |
| Discina pallida                            | Velen.                                            | 1922           |
| Discina pallidorosea                       | Henn.                                             | 1902           |
| Discina pseudogigas                        | (X.C. Wang & W.Y. Zhuang) X.C. Wang & W.Y. Zhuang | 2023           |
| Discina radiosensilis                      | Falck                                             | 1916           |
| Discina roblinensis                        | Wichanský                                         | 1963           |
| Discina ticiniana                          | (Littini) X.C. Wang & W.Y. Zhuang                 | 2023           |
| Discina urnula                             | Velen.                                            | 1922           |